# Fargo (película)
Fargo es una película estadounidense de 1996 escrita, producida, dirigida y montada por los hermanos Coen. El filme está protagonizado por Frances McDormand como una jefe de policía de Minnesota que investiga homicidios sucedidos después de que un endeudado vendedor de automóviles (William H. Macy) contrata a dos criminales (Steve Buscemi y Peter Stormare) para que secuestren a su esposa y de esta forma obtener el dinero del rescate de su suegro (Harve Presnell). La película se ubica dentro de los géneros suspense, policíaco, comedia negra y neo-noir.El rodaje se llevó a cabo principalmente en el área metropolitana de Minneapolis-Saint Paul y en los alrededores de Grand Forks y el condado de Pembina (Dakota del Norte).
Se estrenó en el Festival de Cannes de 1996, donde Joel Coen ganó el premio al mejor director y la película fue candidata a la Palma de Oro. Fargo fue un éxito tanto crítico como comercial y recibió siete candidaturas a los Premios Óscar, incluyendo a la mejor película, y se llevó dos estatuillas, la de mejor actriz para McDormand y la de mejor guion original para los Coen. Además consiguió otros galardones, incluyendo el Premio BAFTA a la mejor dirección.
En 1998, el American Film Institute la nombró una de las cien mejores películas estadounidenses de todos los tiempos. En 2006, la película se consideró «cultural, histórica y estéticamente significativa» por la Biblioteca del Congreso de Estados Unidos y fue introducida para ser preservada en el National Film Registry, logrando ser uno de los seis filmes en haberlo conseguido en su primer año de elegibilidad. Con gran aceptación por parte de la crítica, en 2014 se estrenó una serie de televisión del mismo nombre inspirada en la película y ambientada en el mismo universo de ficción.

## Argumento
En 1987 en Mineápolis, el vendedor de automóviles Jerry Lundegaard está desesperado por conseguir dinero; está esperando un préstamo de parte del banco avalado de manera fraudulenta con ventas inexistentes de vehículos. El mecánico de la concesionaria, Shep Proudfoot, un exconvicto, lo pone en contacto con un viejo compañero criminal, Gaear Grimsrud. Jerry viaja a Fargo (Dakota del Norte), donde contrata a Gaear y Carl Showalter para secuestrar a su esposa, Jean, y obtener el dinero del rescate de su adinerado suegro y jefe, Wade Gustafson. Les da un nuevo automóvil que tomó de la concesionaria y les promete repartir entre ellos los 80 000 dólares del rescate.
Mientras tanto, Jerry le propone a Wade que le preste el dinero para la construcción de un aparcamiento para vehículos; tras analizarlo con su asesor, Wade acepta invertir en el negocio, y Jerry trata de contactar, sin éxito, con los secuestradores para cancelar el plan inicial. Más tarde, Jerry descubre que Wade planea realizar el negocio del aparcamiento por su cuenta y dejarle solamente una comisión. Carl y Gaear secuestran a Jean en su casa en Mineápolis como estaba acordado. Mientras la transportan a su escondite en una cabaña alejada, un policía los detiene en las afueras de Brainerd (Minnesota) por conducir sin la matrícula temporal correspondiente. Después de que Carl intentase sobornar sin éxito al policía, Gaear lo mata de un tiro. Cuando Carl intentaba mover el cuerpo, dos personas más son testigos de la escena al pasar con el coche por allí y Gaear los persigue y mata también.
A la mañana siguiente, la jefa de policía de Brainerd, Marge Gunderson, embarazada de siete meses, empieza a investigar los homicidios. Anotaciones de la última parada de tráfico del policía asesinado, junto con una llamada telefónica a Proudfoot desde una parada de camiones de la zona por parte de dos hombres sospechosos, conducen a Marge a la concesionaria de Jerry, donde interroga a Jerry y Proudfoot. Mientras tanto en Mineápolis, Marge se reencuentra con Mike Yanagita, un excompañero de clase que la lleva a cenar y le cuenta que su esposa —otra compañera de clase— ha fallecido, y, a pesar de decirle que está casada y de su estado de avanzada gestación, este trata de seducirla.
Jerry le informa a Wade y a su contable, Stan Grossman, que los secuestradores han pedido un millón de dólares y que solo negociarán a través de él. Mientras tanto, Carl, debido a las tres muertes no planeadas, le pide a Jerry todo el dinero del rescate —una suma que él todavía cree que son 80 000 dólares—; el banco le da veinticuatro horas a Jerry para que les devuelva el préstamo o afrontará consecuencias legales. Cuando llega el momento del rescate, Wade decide tratar con los secuestradores él mismo. En el lugar acordado para realizar el intercambio, se niega a entregarle el maletín con el dinero a Carl sin que antes libere a su hija. Carl mata a Wade de varios disparos, toma el maletín y se aleja, no sin antes recibir una bala en la mandíbula de parte de Wade, que llevaba oculto un revólver. Cuando abre el maletín, descubre que hay mucho más dinero de los 80 000 dólares que esperaba. Toma la cantidad anterior para repartir con Gaear y oculta el resto, con la idea de volver por ella más tarde. En el escondite, descubre que Gaear ha matado a Jean. Entonces se produce una acalorada discusión entre ambos; Carl exige quedarse con el automóvil como parte de su mitad del botín, pero Gaear insiste en dividir todo de manera equitativa, incluido el vehículo. La disputa escala rápidamente cuando Carl, enojado, y aún afectado por el disparo que sufrió en la mandíbula, se niega a ceder, insulta a Gaear y se dispone a marcharse con el coche. Gaear, en un arrebato de violencia, lo mata con un hacha.
Durante una conversación telefónica con una amiga en común, Marge descubre que la esposa fallecida de Yanagita nunca fue su esposa y que tampoco está muerta, y que Yanagita es el responsable de una serie de acosos anónimos. Reflexionando sobre las convincentes mentiras de Yanagita, Marge vuelve a la concesionaria e interroga nuevamente a Jerry, quien se rehúsa a cooperar. Cuando exige hablar con Wade, Jerry entra en pánico y abandona la concesionaria. Después de volver a Brainerd, Marge conduce hasta el municipio de Moose Lake, donde reconoce el automóvil de la concesionaria de acuerdo con la descripción del policía muerto. Se acerca y encuentra a Gaear metiendo las partes restantes del cuerpo de Carl en una trituradora de madera. Éste trata de escapar, pero Marge le dispara en una pierna y lo arresta. Mientras tanto, la policía de Dakota del Norte encuentra a Jerry en un motel en los alrededores de Bismarck, donde lo arrestan después de que intenta escapar a través de una ventana.
Esa noche, Marge y su esposo Norm hablan sobre su pintura de un pato, la cual ha sido seleccionada como el diseño para una estampilla de Estados Unidos. Marge está muy orgullosa del logro de su marido y ambos anticipan el nacimiento de su hijo a falta de dos meses.

## Reparto
- Frances McDormand como Marge Gunderson
- William H. Macy como Jerry Lundegaard
- Steve Buscemi como Carl Showalter
- Peter Stormare como Gaear Grimsrud
- Harve Presnell como Wade Gustafson
- Steve Reevis como Shep Proudfoot
- Kristin Rudrüd como Jean Lundegaard
- John Carroll Lynch como Norm Gunderson
- Tony Denman como Scotty Lundegaard
- Larry Brandenburg como Stan Grossman
- Steve Park como Mike Yanagita
- Warren Keith como Reilly Diefenbach (voz)
- Bruce Bohne como Oficial Lou
- Cliff Rakerd como Oficial Olson
- Michelle Hutchison como Chica de compañía
- Larissa Kokernot como Prostituta
- Melissa Peterman como Prostituta
- Bain Boehlke como Sr. Mohra
- José Feliciano como él mismo
- Bruce Campbell como Actor de la telenovela (sin acreditar)

## Producción

### Antecedentes
Tras el estreno de The Hudsucker Proxy (1994), los hermanos Coen tenían intenciones de dirigir El gran Lebowski, pero debido a que Jeff Bridges no se encontraba disponible para filmar en ese entonces, dejaron a un lado esa producción y retomaron la escritura de Fargo, una historia que habían comenzado a desarrollar previamente. Tras tres meses de escritura los Coen terminaron el guion. Durante la filmación de The Hudsucker Proxy, los Coen le habían hablado de sus próximos proyectos a los productores Tim Bevan y Eric Fellner de Working Title Films, a quienes les enviaron el guion de Fargo en octubre de 1994 y estos, después de leerlo, se pusieron de acuerdo para llevarlo a la pantalla grande. Mientras que Warner Bros. se negó a participar como productora, PolyGram ocupó su lugar junto a Working Title, y Gramercy Pictures se unió como distribuidora norteamericana. A diferencia de la gran producción de The Hudsucker Proxy, esta vez los directores contaron con un presupuesto bajo y un equipo de filmación más pequeño. El presupuesto disponible para la producción fue de 6,5 millones de dólares —el más bajo utilizado por los Coen desde Raising Arizona (1987)—.

### Casting
En un principio William H. Macy había sido tenido en cuenta para un papel más pequeño como alguacil, pero al sentirse tan identificado con el personaje de Jerry, volvió a la audición una vez más para este rol e incluso voló a Nueva York para asistir a un nuevo casting por temor a que le dieran el trabajo a otro actor. Ethan Coen comentó más tarde: «No creo que ninguno de nosotros [los hermanos Coen] se haya dado cuenta del duro desafío de actuación que le estábamos entregando a Bill Macy con este papel. Jerry es una mezcla fascinante de lo completamente ingenuo y lo completamente engañoso. Sin embargo, también es inocente; aunque puso en marcha estos horribles acontecimientos, se sorprende cuando salen mal». Richard Jenkins fue otro de los actores que había asistido al casting para el papel de Jerry. Joel Coen declaró en 2021 que en un principio habían imaginado diferente a Jerry, «con un poco de sobrepeso e incómodo con su cuerpo, un poco desaliñado». También se reveló que Macy había asistido al casting para interpretar al contador Stan Grossman, que trabaja para el suegro de Jerry.
Los papeles de Marge Gunderson, Carl Showalter y Gaear Grimsrud fueron escritos para ser interpretados por sus respectivos actores. Aunque Steve Buscemi ya había trabajado con los directores haciendo breves apariciones, los Coen querían tener al actor interpretando un papel más «sustancial». Peter Stormare, por otro lado, nunca había trabajado antes con ellos —aunque le habían ofrecido un papel en Miller's Crossing— y fue seleccionado en parte porque querían contar con un actor escandinavo real que acompañara al resto de los personajes de esa ascendencia. Al principio, la idea de trabajar con los Coen entusiasmó a Frances McDormand, pero se sorprendió al saber el personaje de Marge había sido escrito para ella. McDormand sintió que lo que diferenció a Marge de otros personajes femeninos escritos por los Coen es que este último se quedaba corto. Aprendió a usar un arma y pasó días hablando con una oficial de policía que estaba embarazada como Marge en el filme y, junto con John Carroll Lynch, desarrolló una historia de fondo para su personaje. Después de ver la película, McDormand notó que gran parte de Marge se inspiró en su hermana Dorothy, que es ministra y capellán de los Discípulos de Cristo.

### Filmación

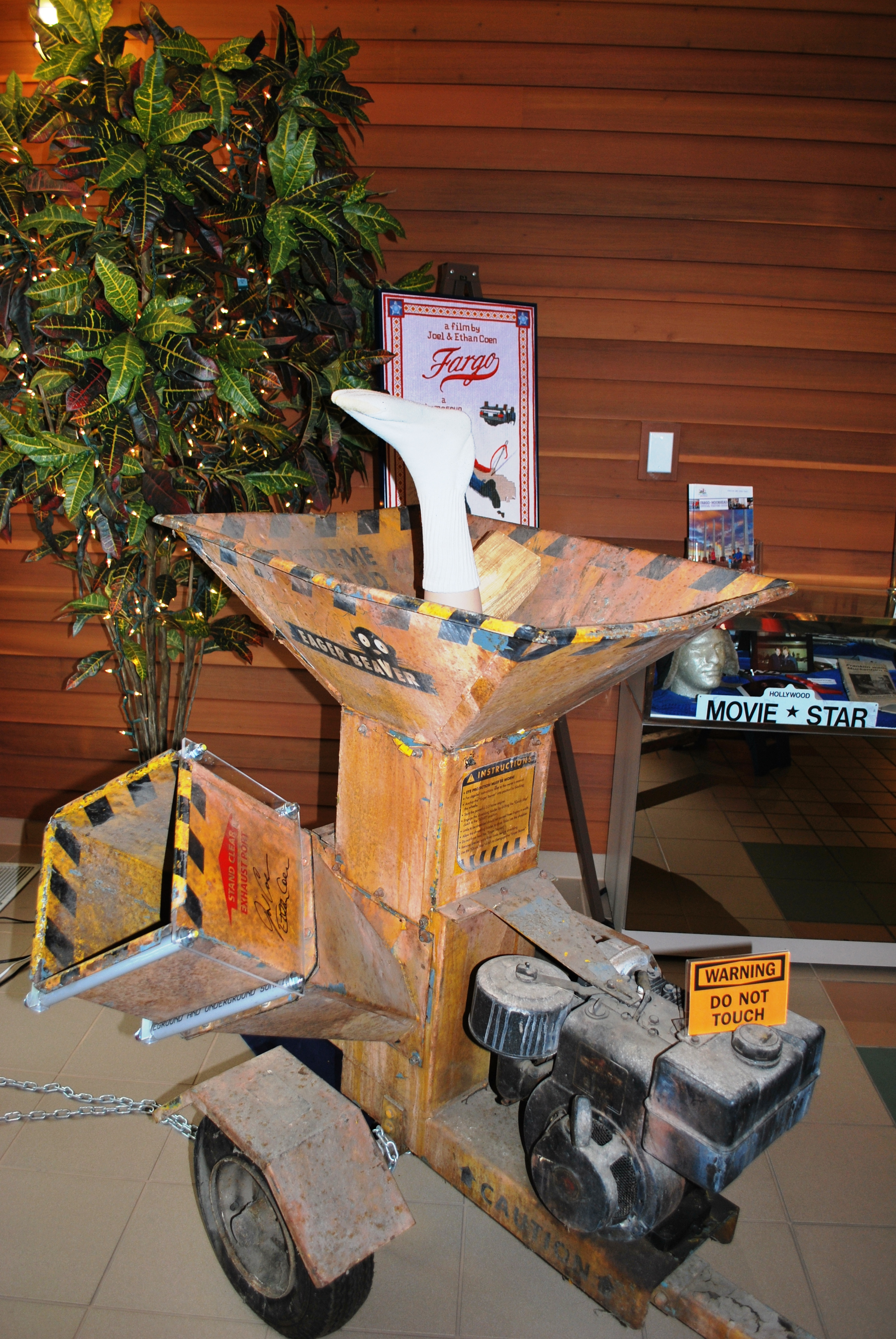
La picadora de madera utilizada en la película se encuentra en el Fargo Moorhead Visitor Center en Fargo (Dakota del Norte).

En esta película, los directores quisieron cambiar de estilo radicalmente con respecto a sus trabajos precedentes. Junto al director de fotografía Roger Deakins, los Coen decidieron que la película incluiría varias tomas profundas de exteriores y tomas en donde la cámara se queda estática. «No queríamos hacer movimientos de cámara dramáticos como los que habíamos hecho antes», comentó Joel Coen al respecto. «Porque no queríamos enfatizar la acción, hacerla parecer demasiado dramática o irracional». En cuanto a la atmósfera y el estilo visual, los realizadores arreglaron la agenda para filmar solo días nublados y donde no se pudiera distinguir la línea del horizonte. El rodaje comenzó el 23 de enero de 1995, tres meses después de finalizada la escritura del guion. El guion era muy detallado y cada «yah» o frase incompleta aparecía escrita, Stormare recordó sobre su experiencia:

Una de mis primeras líneas fue «Where is the pancakes house?» Yo pensé, tiene que ser «Where is the pancake house?» Y luego, cuando estábamos haciendo la escena dije: «Where is the pancake house?» Y entonces Ethan: «¿Peter?» ¿Si? «¿Qué estas diciendo ahí?» Where is the pancake house? «No, dice: Where is the pancakes house?» Oh, pensé que era un error de tipeo. «No, no es un error de tipeo, así es el guion».

El rodaje se llevó a cabo principalmente en el área metropolitana de Minneapolis-Saint Paul y en los alrededores del condado de Pembina (Dakota del Norte). El invierno de ese año resultó ser uno de los más cálidos en la historia de Minnesota, condiciones climáticas que dificultaron el trabajo de la producción, que tuvo que fabricar nieve artificial. El 9 de marzo, el equipo se trasladó más hacia el norte, específicamente al condado de Grand Forks en Dakota del Norte, donde había suficiente nieve como para terminar las escenas exteriores antes de volver a Mineápolis el 20 de marzo para finalizar el rodaje. Otras escenas que requerían nieve se filmaron en el norte de Minnesota, lejos de Fargo y Brainerd.
Casi la totalidad de las escenas fueron rodadas en locaciones, a excepción de un par de sets pequeños, y cada una de las locaciones fue utilizada para ambientar las respectivas escenas donde supuestamente ocurrieron los acontecimientos. En encuentro inicial de Jerry con Carl y Gaear en una sala de pool y bar llamado The King of Clubs al noreste de Mineápolis. Iba a ser demolido en el año 2003, junto a la mayoría de las construcciones de esa avenida, y reemplazado por viviendas para personas de bajos ingresos. El concesionario de automóviles de Gustafson era en realidad Wally McCarthy Oldsmobile en Richfield, un suburbio al sur de Minneapolis; el sitio ahora está ocupado por la sede corporativa nacional de Best Buy. Una estatua del habitante más famoso de Brainerd, Paul Bunyan, de veinticuatro pies de altura, se construyó para la película y se colocó en una calle al oeste de Bathgate (Dakota del Norte). El motel Blue Ox era el Stockmen's Truck Stop, ubicado en South St. Paul y aún en funcionamiento. Ember's, el restaurante donde Jerry habla sobre la entrega del rescate con Gustafson, estaba ubicado en St. Louis Park, la ciudad natal de los Coen; el edificio ahora alberga un centro de tratamiento médico ambulatorio.
El montaje de la película tardó alrededor de doce semanas y fue realizado por los Coen bajo el seudónimo de Roderick Jaynes con la ayuda de Tricia Cooke, la esposa de Ethan. Aunque la mayor parte de la trama transcurre en Brainerd y  Minneapolis, los Coen prefirieron nombrar el filme como la ciudad de Fargo, sitio en donde comienza la historia, una decisión que según ellos fue tomada porque el «sonido de la palabra» les gustaba más como título.

### Dialecto
Los directores, originarios de Minnesota, escribieron el guion teniendo en cuenta los acentos y expresiones que solían escuchar durante su juventud en esa zona del país. Además, tomaron algunas expresiones de un libro llamado How To Talk Minnesotan, escrito por Howard Mohr, y le dieron algunas copias a los actores durante el rodaje. Frances McDormand, William H. Macy y Harve Presnell fueron instruidos por una entrenadora para adaptar sus acentos a la zona geográfica específica donde transcurre la historia, cuya influencia escandinava es notoria en sus habitantes. Según la entrenadora, Liz Himelstein, «el acento era un personaje más». Utilizó grabaciones de voces de gente de Dakota del Norte y llevó al reparto a escuchar el acento durante el rodaje. «Nos estábamos quedando en un hotel al lado de un centro comercial e íbamos a tomar café o almorzar y escuchábamos los sonidos a nuestro alrededor», comentó Himelstein. «No podíamos creer que la gente realmente hablara de esa manera». Otra entrenadora de diálogos, Larissa Kokernot —que además interpretó a una de las prostitutas—, ayudó a McDormand a entender el comportamiento típico de los habitantes de Minnesota —conocido como Minnesota nice— y a practicar el gesto con la cabeza para mostrar aprobación. El propósito de los acentos era darle a los personajes un carácter local y ordinario, más que ser totalmente realistas. El singular dialecto de Fargo se ha vuelto bastante popular después del estreno de la película y es común que a varios habitantes de esa zona se les pida que digan «Yah, you betcha» u otras líneas del filme.

## Banda sonora
La música de Fargo fue compuesta por Carter Burwell, colaborador frecuente de los filmes de los hermanos Coen. El tema principal está basado en una vieja canción folclórica escandinava llamada «Den Bortkomne Sauen». Burwell también incluyó otro elemento típico de la música escandinava como el hardingfele y algunas canciones pop de los años 1960.
La película incluye otras canciones como «Big City» de Merle Haggard, que se puede escuchar en el bar de Fargo (Dakota del Norte) donde Jerry Lundegaard conoce a los secuestradores, Carl Showalter y Gaear Grimsrud. También se puede ver «Let's Find Each Other Tonight», una actuación en vivo de José Feliciano, que es presenciada por Carl y su escort. Ninguna de estas dos canciones fue incluida en el álbum de la banda sonora original.
El álbum de la BSO fue lanzado en 1996 por TVT Records e incluyó también composiciones de Barton Fink (1991), película también dirigida y producida por los Coen.

## Realidad frente a ficción
Existen varias versiones con respecto a la veracidad de los hechos descritos en Fargo. La película empieza con el siguiente texto:

Esta es una historia verídica. Los eventos retratados en este filme tuvieron lugar en Minnesota en 1987. A petición de los sobrevivientes, los nombres han sido cambiados. Por respeto a los fallecidos, el resto ha sido contado exactamente como ocurrió.

Sin embargo, durante los créditos finales se puede leer una declaración que afirma que «Todos los personajes son ficticios». Como respuesta a esta contradicción, los Coen han dado diferentes explicaciones a lo largo de los años. En una entrevista para la revista francesa Positif en 1996, Joel Coen comentó: «En su estructura general, el filme está basado en un hecho real, pero los detalles de la historia y los personajes son ficticios» y agregó que el texto del inicio fue añadido con el fin de «preparar al público para no ver el filme como un thriller normal». El mismo año en una entrevista para otro medio, Ethan Coen mencionó que la historia era verdadera en su mayor parte, pero que no había sucedido en Minnesota. Después del estreno de la película, un periódico de Minnesota se dedicó a investigar si efectivamente había tales acontecimientos en el estado, pero no lograron encontrar nada.
En un documental sobre Fargo, titulado Minnesota Nice (2003), William H. Macy contó que transcurridas un par de semanas de rodaje el actor se acercó a los directores interesado en saber sobre los hechos:

Les dije: «Cuéntenme un poco sobre el caso real» y contestaron: «No, solo es... un invento». Insistí: «No, quiero decir, el caso en que se basa la historia», contestaron: «No, no está basada en ninguna historia. Lo inventamos». Les dije: «Lo dice al principio del guion: ‘basado en una historia real’» e insistieron: «Sí, pero no lo es». «No pueden hacer eso» dije, «¿Por qué no?» preguntaron, «Porque están diciendo algo que no es real» y dijeron: «Toda la película no es real. Lo inventamos todo. Es una película. No es real.»

Peter Stormare agregó:

Es una historia verdadera, pero podría no haber sucedido. De alguna forma tomaron sus años de crianza en Minnesota e historias que escucharon más tarde cuando se mudaron a Nueva York y lo pusieron todo junto como si fuese un solo evento, como una autobiografía. [...] Hay una Marge en algún sitio por ahí.

Veinte años después de su estreno, Ethan dijo: «Queríamos hacer una película dentro del género historia verdadera. No tienes que tener una historia verdadera para hacer una película sobre una historia verdadera». Sin embargo, en la misma entrevista Joel afirmó que si bien la historia es ficticia hubo dos hechos que sí sucedieron. Uno de esos hechos verdaderos, según Joel, fue la historia de un hombre que estafó a la compañía General Motors falseando números de serie —como lo hace el personaje de Macy— entre los años 1960 y 1970, pero los acontecimientos no incluyeron secuestros ni asesinatos. El otro evento basado en un hecho real mencionado por Joel fue un caso de asesinato en Connecticut en el cual un hombre mató a su esposa y la metió en una picadora de madera. La relación entre el caso de Connecticut y la película fue investigada en la serie documental The Shocking Truth (2017).

## Estreno

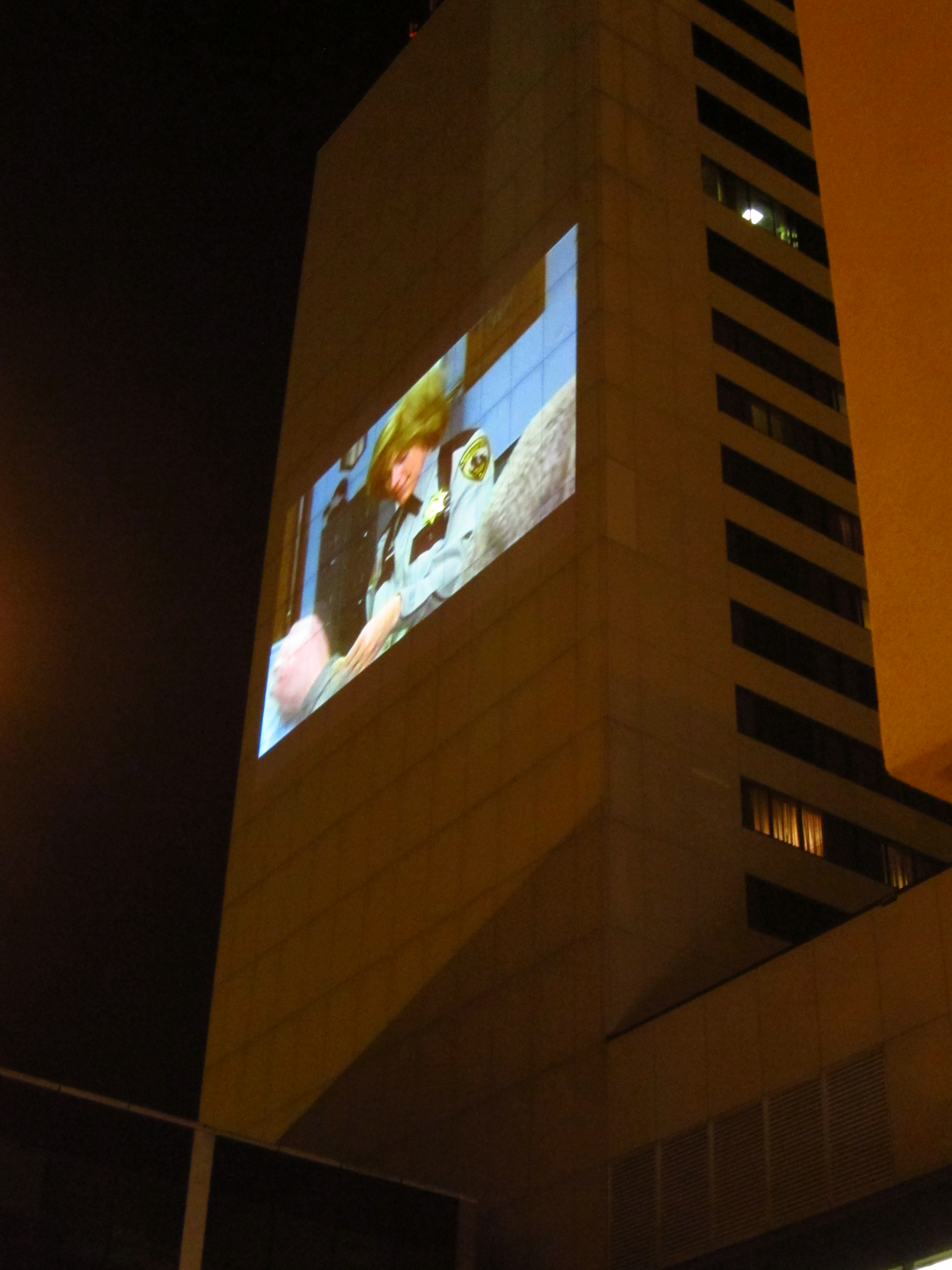
Proyección de Fargo en el Radisson Hotel en Fargo.

Fargo se proyectó el Festival de Cannes 1996, donde fue candidata al premio más importante, la Palma de Oro, y Joel Coen ganó el premio al mejor director. Posteriormente, el filme iba a llegar a los festivales de Busan, Karlovy Vary y Nápoles. En 2006, en el décimo aniversario de su estreno, el Festival de Cine de Fargo proyectó la película en una pantalla gigante colocada en uno de los lados del Radisson Hotel, el edificio más alto de Fargo.

## Recepción

### Taquilla
Fargo llegó a algunos cines selectos de Estados Unidos el 8 de marzo de 1996. Recaudó 24 567 751 dólares en Estados Unidos y unos 36 millones de dólares en el resto del mundo. Debido a su bajo costo de producción —aproximadamente 6 500 000—, la película resultó ser un gran éxito de taquilla.

### Crítica

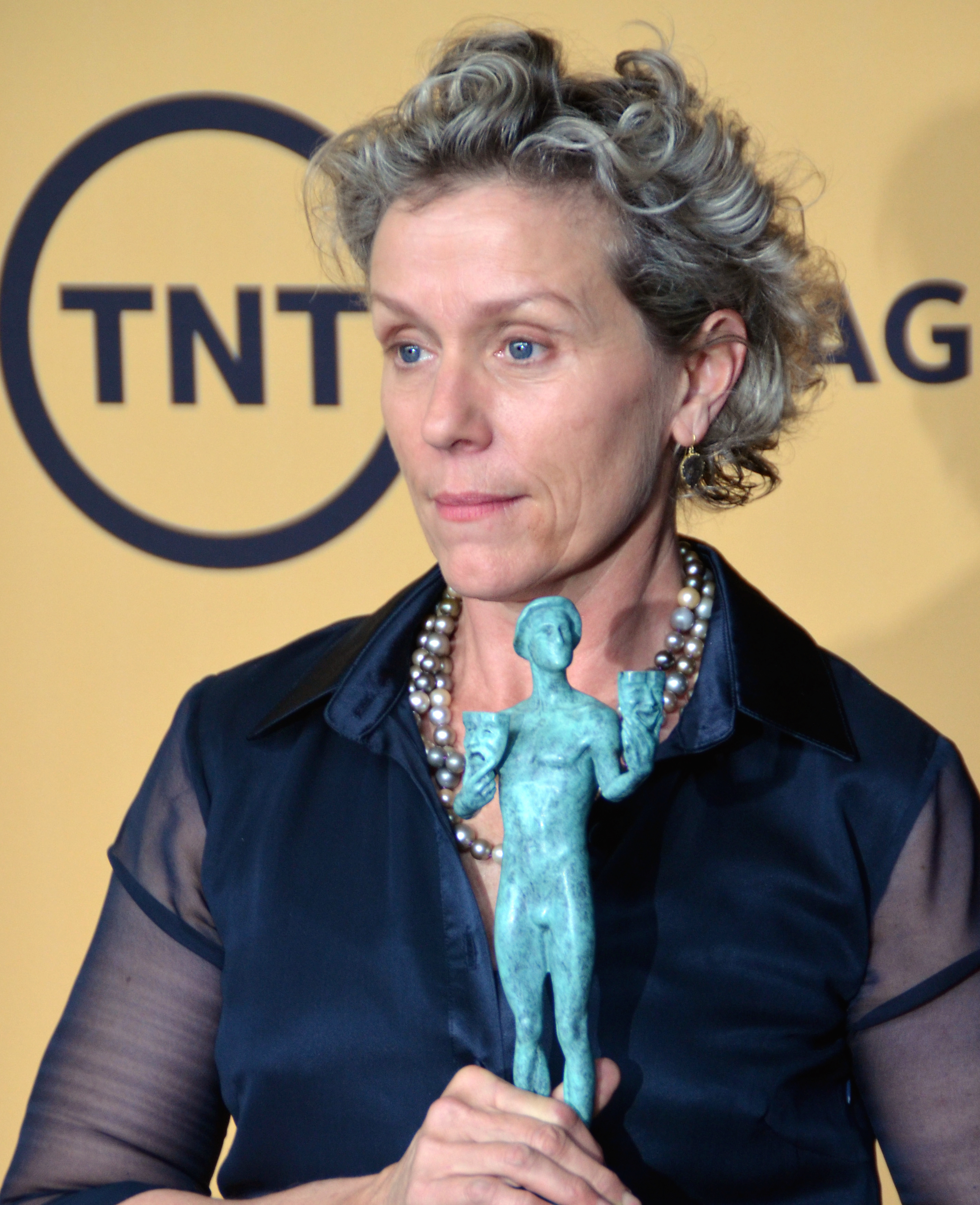
La interpretación de McDormand (foto de 2015) recibió elogios de la crítica y obtuvo el Premio Oscar a la Mejor Actriz.

Fargo fue ampliamente elogiada. El crítico de cine Roger Ebert nombró a Fargo como su cuarta película favorita de los años 1990 (también la nombró como su favorita de 1996). En su reseña original, Ebert la llamó «una de las mejores películas» que vio y explicó que películas como Fargo eran la razón de por qué amaba el cine. Muchos críticos importantes la llamaron «la mejor del año», incluyendo a Joel Siegel, Lisa Schwarzbaum de Entertainment Weekly, Gene Siskel y Leonard Maltin. Fargo es una de las pocas películas en haber recibido una unánime clasificación de «A» en Entertainment Weekly. 
La película se colocó en el número 84 de la lista «100 años... 100 películas» hecha por el American Film Institute, luego, fue retirada de la versión del año 2007 y colocada en el número 93 de la lista de «Cien años... cien risas». Además, Marge Gunderson fue colocada en el puesto número 33 en «100 años... 100 héroes y villanos». Fargo esta entre la lista de películas incluidas en el libro 1001 películas que hay que ver antes de morir. En 2006, esta película fue seleccionada por el National Film Registry de Estados Unidos como «cultural, histórica o estéticamente significativa» —la última película en entrar en esta lista— y es una de los principales ejemplos de neo-noir y género de comedia. El director Martin Scorsese la consideró su novena película favorita de los años 1990. En 2022, la revista Variety la incluyó en el número cuarenta de su lista de las cien mejores películas de todos los tiempos.

### Galardones
| Organización                    | Categoría                          | Receptor(es)                       | Resultado  | Ref(s)        |
| ------------------------------- | ---------------------------------- | ---------------------------------- | ---------- | ------------- |
| Premios Óscar                   | Mejor película                     | Ethan Coen                         | Candidato  | [ 46 ] [ 55 ] |
| Premios Óscar                   | Mejor director                     | Joel Coen                          | Candidato  | [ 46 ] [ 55 ] |
| Premios Óscar                   | Mejor guion original               | Joel Coen, Ethan Coen              | Ganadores  | [ 46 ] [ 55 ] |
| Premios Óscar                   | Mejor actriz                       | Frances McDormand                  | Ganadora   | [ 46 ] [ 55 ] |
| Premios Óscar                   | Mejor actor de reparto             | William H. Macy                    | Candidato  | [ 46 ] [ 55 ] |
| Premios Óscar                   | Mejor fotografía                   | Roger Deakins                      | Candidato  | [ 46 ] [ 55 ] |
| Premios Óscar                   | Mejor montaje                      | Joel Coen, Ethan Coen              | Candidatos | [ 46 ] [ 55 ] |
| Premios Globo de Oro            | Mejor película - Comedia o musical | Mejor película - Comedia o musical | Candidata  | [ 56 ]        |
| Premios Globo de Oro            | Mejor director                     | Joel Coen                          | Candidato  | [ 56 ]        |
| Premios Globo de Oro            | Mejor actriz - Comedia o musical   | Frances McDormand                  | Candidata  | [ 56 ]        |
| Premios Globo de Oro            | Mejor guion                        | Joel Coen, Ethan Coen              | Candidatos | [ 56 ]        |
| Premios BAFTA                   | Mejor película                     | Joel Coen, Ethan Coen              | Candidatos | [ 7 ]         |
| Premios BAFTA                   | Mejor director                     | Joel Coen                          | Ganador    | [ 7 ]         |
| Premios BAFTA                   | Mejor guion original               | Joel Coen, Ethan Coen              | Candidatos | [ 7 ]         |
| Premios BAFTA                   | Mejor actriz                       | Frances McDormand                  | Candidata  | [ 7 ]         |
| Premios BAFTA                   | Mejor fotografía                   | Roger Deakins                      | Candidato  | [ 7 ]         |
| Premios BAFTA                   | Mejor montaje                      | Joel Coen, Ethan Coen              | Candidatos | [ 7 ]         |
| Festival de Cannes              | Palma de Oro                       | Joel Coen                          | Candidato  | [ 57 ]        |
| Festival de Cannes              | Mejor director                     | Joel Coen                          | Ganador    | [ 57 ]        |
| Premio del Sindicato de Actores | Mejor actriz protagonista          | Frances McDormand                  | Ganadora   | [ 58 ]        |
| Premio del Sindicato de Actores | Mejor actor de reparto             | William H. Macy                    | Candidato  | [ 58 ]        |
| National Board of Review        | Mejor director                     | Joel Coen                          | Ganador    | [ 59 ]        |
| National Board of Review        | Mejor actriz                       | Frances McDormand                  | Ganadora   | [ 59 ]        |
| Premios Sant Jordi de Cine      | Mejor actor extranjero             | Steve Buscemi                      | Ganador    |               |
| Medallas del CEC                | Mejor película extranjera          | Mejor película extranjera          | Ganadora   | [ 60 ]        |

## Adaptaciones a la televisión
En 1997 se filmó un episodio piloto para una serie de televisión basada en la película. Ambientado en Brainerd, el episodio fue protagonizado por Edie Falco como Marge Gunderson, y fue dirigido por Kathy Bates. El episodio fue transmitido en 2003 durante el programa Brilliant But Cancelled —un programa sobre series con poco tiempo al aire o pilotos— por la cadena Trio. Los Coen habían aceptado ocupar posiciones como consultores.
En 2012 se anunció el proyecto del canal FX de una nueva serie de televisión con los hermanos Coen como productores ejecutivos. El estreno de la primera temporada se produjo en 2014 y recibió elogios por parte de la crítica y el público; en el episodio «Eating the Blame» la serie reintrodujo la temática del dinero del rescate enterrado, una subtrama que se extendió durante tres episodios. Hasta el momento se han transmitido cinco temporadas, aunque dentro de un mismo universo de ficción, cada una de ellas con un diferente argumento, reparto y década de ambientación.